# Alexandria (Ohio)
Alexandria – wieś w USA, w stanie Ohio, w hrabstwie Licking.
Liczba mieszkańców w 2000 roku wynosiła 85.